# 巴拉科沃
52°2′N 47°47′E / 52.033°N 47.783°E
巴拉科沃（俄语：Балако́во）是俄羅斯薩拉托夫州東北部的一個城市，位伏爾加河畔薩拉托夫水庫附近。2002年人口200,470人。
1762年開埠，1913年設市。

## 友好城市
- 斯洛伐克特爾納瓦
- 波蘭帕比亞尼采
- 巴库
- 俄羅斯切列波韋茨
- 萨格勒布
- 美国斯克蘭頓